# NGC 2725
NGC 2725 est une petite galaxie spirale située dans la constellation du Cancer. NGC 2725 a été découverte par l'astronome allemand Albert Marth en 1864.

## Caractéristiques
Sa vitesse par rapport au fond diffus cosmologique est de 2 356 ± 21 km/s, ce qui correspond à une distance de Hubble de 34,8 ± 2,5 Mpc (∼114 millions d'al).
La galaxie NGC 2725 présente une large raie HI.